# 方鉄甲
方 鉄甲（パン・チョルガプ、朝鮮語: 방철갑、1936年 -  ）は、朝鮮民主主義人民共和国の軍人、政治家。朝鮮人民軍海軍東海地区司令官、陸海運部長などの要職を歴任したが、1980年代半ばに政治犯収容所である耀徳強制収容所に収容されたが、釈放後に中央に復帰し平壌市人民委員会委員長などを務めた珍しい経歴を持つ人物。朝鮮人民軍における軍事称号（階級）は上将。

## 経歴
1936年に生まれた。出生地は不明。1973年に中将として朝鮮人民軍海軍東海地区司令官に任命された。1980年10月には上将に昇進した。1982年2月に最高人民会議第7期代議員に選出され、4月5日に開催された最高人民会議第7期第1回会議で政務院陸海運部長に任命された。
上述のように軍や政界の要職を歴任したが、1980年代半ばに政治犯収容所である耀徳強制収容所に収容された。当初は元海軍司令官ということもあり、警備員に配属され警備兵から敬礼を受けるなどしたが、収容所の保衛部政治部長から咎められ、他の収容者と同じように扱われるようになり強制労働を課せられるようになった。また、保衛部員の指示による収容者からのいじめや栄養失調により死の一歩手前となるが、境遇を哀れんだ作業班長や保衛部員の配慮により生存することが出来た。この収容所では、後に脱北し朝鮮日報記者などを務めた姜哲煥と同じ班となり、互いの境遇を話し合っている。
1990年頃に釈放され、耀徳郡都市経営事業所倉庫長に任命された。2005年5月には咸鏡北道人民委員会副委員長に任命され、2006年6月には平壌市人民委員会委員長に任命された。2007年2月26日に韓徳銖朝鮮総連議長の生誕100周年を記念した中央報告会に参加したが、これが公の場に姿を現すのは最後となった。同年4月5日には大学の不正入試などに関与したことが発覚し、平壌市人民委員長を解任されていたことが判った。